# Pierella hymettia
Pierella hymettia är en fjärilsart som beskrevs av Otto Staudinger 1888. Pierella hymettia ingår i släktet Pierella och familjen praktfjärilar. Inga underarter finns listade i Catalogue of Life.